# 水步行虫科
水步行虫科（学名：Hygrobiidae）是鞘翅目下的一个科。只有水步行虫属（Hygrobia Latreille, 1804）一属。

## 下属分类
只有水步行虫属包括以下种：
- 水步行虫 Hygrobia hermanni (Fabricius, 1775)